# Gollevárri kulturminneområde
Gollevárri kulturminneområde (Gullfjell) är ett kulturminne i Tana kommun i Finnmark fylke i Norge.
På Varangerhalvön och på näset mot Tanaälven finns 25 fångstgropsystem med tillsammans över 3.400 fångstgropar registrerade. Det största systemet ligger på fjället Gollevárri (Gullfjell) och består av 530 fångstgropar, en rad murar och källare för köttförvaring. I samband med fångstanläggningen har hittats 18 platser för jordkojor i ett område med tjocka lager av renhorn. Kojorna kan ha haft upp till tio invånare.
Fångstgroparna, som använts sedan stenåldern i Finnmark, har ursprungligen varit 1,5 - 2 meter djupa och 2-4 meter i diameter. Fångstgroparna på Gollevárre har inte daterats.
Gollevárri var varangersamernes höstviste, där de uppehöll sig under vildrenens vandring från kusten mot inlandet. Boplatsen har daterats till 1200-talet och 1400-talet. Jakten på vildren upphörde under 1600-talet, och omkring 1690 hade fångstsystemet upphört att användas

## Tentativt världsarv
Sametinget i Norge föreslog 2012 att den norska regeringen skulle ta upp Várjjat siida på Norges tentativa lista för Unesco-märkta världsarv. Detta nya världsarv skulle bestå av Gollevárri och tre andra för samisk kultur viktiga områden i Varanger:
- Mortensnes kulturminneområde i Nesseby kommun, ett område vid stranden till Varangerfjorden, som varit bebott under 10.000 år
- Kjøpmannskjølen (nordsamiska: Noidiidčearru) i Båtsfjords kommun, ett kulturminnesområde där det finns  fångstanläggning för vildren med två inhägnader
- Gropbakkengen (nordsamiska: Ruovdenjunovta) i Nesseby kommun, en boplats med 89 härdar från omkring 4.000 för Kristus